# Measat–2
Measat–2 (Malaysia East Asian Satellite) maláj kommunikációs űreszköz.

## Jellemzői
A program célja, hogy Malajziában, a Fülöp-szigeteken és Indonéziában közvetlen televíziós, valamint általános kommunikációs szolgáltatásokat biztosítsanak.

## Küldetés
Építette a Hughes Space and Communications Company. Üzemeltetője a MEASAT (Malaysia East Asia Satellite). Társműholdja: Arabsat–2B (Szaúd-Arábia).
Megnevezései: AfricaSat–2; Afrisat–2 (Africa Satellite); COSPAR: 1996-063B; SATCAT kódja: 24653.
1996. november 13-án a Guyana Űrközpontból L–A2 (LC–Launch Complex) jelű indítóállványról egy Ariane–4 (44L H10-3) hordozórakétával állították közepes magasságú Föld körüli pályára. Az orbitális pályája 1362,8 perces, 148° hajlásszögű, geostacionárius pálya perigeuma 32 911 kilométer, az apogeuma 35 768 kilométer volt.
Forgás stabilizált űregység, formája hengeres test, átmérője 2,16; hossza 3,3; antennáival kinyitva 7,8 méter.  A kezdeti tömege 1512, műszerezettsége 680 kilogramm. Számítógépe szabályozható, képes önellenőrzést végrehajtani, a földi kezelő állományt tájékoztatni. Az űreszköz felületét gallium-arzenid napelemek (először alkalmazták, 40%-kal nagyobb hasznos teljesítmény: 1200 W) borították, éjszakai (földárnyék) energia ellátását újratölthető nikkel-kadmium akkumulátorok biztosították. Telemetriai szolgáltatását a 12 C-sávos, valamint az 5 (+1) Ku-sávos transzponder a könnyű, nagy hatásfokú antenna, egyéb antennáival segítette. Hajtóanyaga (hidrazin) és gázfúvókái segítették a stabilitást és a pályaeleme tartását.
Egész Afrikában, Dél-Európában és a Közel-Keleten közvetlen televíziós, valamint általános kommunikációs szolgáltatásokat biztosít.